# Paul Henning Gödderz
Paul Henning Gödderz (* 27. August 1972 in Köln) ist ein deutscher Schauspieler.

## Leben
Paul Henning Gödderz absolvierte von 1995 bis 1999 seine Schauspielausbildung an der Schauspielschule der Keller im Theater der Keller in Köln. Bereits während der Ausbildung hatte er diverse Theaterengagements in Köln, unter anderem an der bühne 48, 1999 an den Bühnen der Stadt Köln in Next! von Lynn Rosen und am Theater der Keller. Dort spielte er in der Spielzeit 1999/2000 in dem Theaterstück Der Besucher von Éric-Emmanuel Schmitt. In der Spielzeit 1999/2000 übernahm er außerdem am Landestheater Burghofbühne Dinslaken die Rolle des Schreiners Schnock in William Shakespeares Komödie Ein Sommernachtstraum. 1999 hatte er außerdem ein Gastengagement am Schillertheater NRW als Diener Passpartout in einer Bühnenfassung des Romans In 80 Tagen um die Welt von Jules Verne. Am Aalto-Theater in Essen spielte er von 2000 bis 2002 die Rolle des jungen Russen Fedja in dem Musical Anatevka. An der Komödie in Frankfurt am Main spielte er 2004 den „jungen Schnösel“ Heinz Fellner in dem Schwank Der keusche Lebemann.
Seit 1999 ist Gödderz auch regelmäßig im Fernsehen zu sehen. Erste Erfahrungen vor der Kamera machte Gödderz 1999 in der Comedy-Serie Lukas. Es folgten kleinere Episodenrollen in den Fernsehserien Nikola (2000), Die Wache (2000), Der kleine Mönch (2002–2003), Mein Leben & Ich (2003), SK Kölsch (2003) und SOKO Leipzig (2004, als Fitnesstrainer Mike Helmer). 2007 spielte er in der Krimiserie Post mortem. 2009 war er in einer kleinen Rolle als Polizist im Tatort: Kassensturz zu sehen.
Gödderz wirkte auch in einigen Fernsehfilmen mit, unter anderem als Student Paul in Der Mann, den sie nicht lieben durfte (2001) und als Polizist Erich in der TV-Komödie Nicht ohne meinen Schwiegervater (2005) an der Seite von Fritz Wepper.
2010/2011 spielte er in der Rolle des Polizeibeamten „Jochen Schremmer“ eine wiederkehrende Nebenrolle in der Telenovela Lena – Liebe meines Lebens. Ende 2012 war Gödderz auch in der Soap Alles was zählt auf RTL zu sehen; er spielte die Gastrolle „Felix Tiessler“.
Gödderz lebt in Köln.

## Filmografie (Auswahl)
- 1999: Lukas (Fernsehserie)
- 2000: Die Wache (Fernsehserie)
- 2000: Nikola (Fernsehserie)
- 2001: Der Mann, den sie nicht lieben durfte (Fernsehfilm)
- 2002–2003: Der kleine Mönch (Fernsehserie, 4 Folgen)
- 2003: Mein Leben und ich (Fernsehserie)
- 2003: SK Kölsch – Pack’ die Badehose ein (Fernsehserie)
- 2004: SOKO Leipzig – Sein letztes Date (Fernsehserie)
- 2004: Frech wie Janine (Comedy)
- 2005: Der Clown (Fernsehfilm; Pilotfilm)
- 2005: Nicht ohne meinen Schwiegervater (Fernsehfilm)
- 2006: Weibsbilder (Comedy)
- 2007: Post mortem – Amok (Fernsehserie)
- 2009: Tatort – Kassensturz (Fernsehfilm)
- 2010–2011: Lena – Liebe meines Lebens (Telenovela)
- 2012: Alles was zählt (Soap)
- 2012: Die LottoKönige (Fernsehserie)